# Steven Morrissey (futbolista)
Steven Morrissey (Jamaica; 25 de julio de 1986) es un futbolista jamaiquino. Juega como delantero y actualmente milita en Vaasan Palloseura de la Veikkausliiga.

## Clubes
| Club               | País      | Año           |
| ------------------ | --------- | ------------- |
| Harbour View FC    | Jamaica   | 2006 - 2007   |
| Portmore United FC | Jamaica   | 2007 - 2011   |
| Vaasan Palloseura  | Finlandia | 2011          |
| Portmore United FC | Jamaica   | 2012          |
| Vaasan Palloseura  | Finlandia | 2012          |
| Silkeborg IF       | Dinamarca | 2012          |
| Vaasan Palloseura  | Finlandia | 2013-presente |